# 129
Het jaar 129 is het 29e jaar in de 2e eeuw volgens de christelijke jaartelling.

## Gebeurtenissen

### Italië
- Keizer Hadrianus verlaat Rome voor een tweede inspectiereis, hij bezoekt Griekenland, Klein-Azië en Syrië.
- Winter - Hadrianus trekt door de oostelijke provincies en roept Palmyra uit tot een "vrije stad".

### Syria
- Hadrianus bezoekt de stad Gerasa (Jordanië), ter ere van hem wordt de "triomfboog van Hadrianus" gebouwd.

### Parthië
- Na het overlijden van koning Osroes I, ontstaat er in het Parthische Rijk een tweestrijd.
- Mithridates IV (r. 129-140) bestijgt de troon en voert een burgeroorlog tegen Vologases III.

## Overleden
- Osroes I, koning van Parthië